# Sérgio de Camargo
Sérgio de Camargo (* 8. April 1930 in Rio de Janeiro, Brasilien; † 20. Februar 1990 ebenda) war ein brasilianischer Bildhauer und Reliefkünstler.

## Leben und Werk
Sérgio de Camargo studierte an der Academia Altamira in Buenos Aires in Argentinien bei Emilio Pettoruti und Lucio Fontana. Er studierte ebenfalls Philosophie an der Sorbonne in Paris.
Im Jahr 1948 unternahm er Studienreisen nach Europa und hatte dort einige prägende künstlerische Begegnungen, unter anderem mit Hans Arp, Constantin Brâncuși, Henri Laurens und Georges Vantongerloo. Nach diesen Eindrücken begann er seine ersten Skulpturen zu schaffen, die einen deutlichen Einfluss der Werke von Pablo Picasso und Henry Laurens zeigen.
Im Jahr 1950 kehrte de Camargo nach Brasilien zurück. Er suchte dort den Austausch mit den brasilianischen Künstlern des Konstruktivismus, die zu dieser Zeit den Neoconcretismo ausbildeten. Von 1952 bis 1953 bereiste er erneut Europa, 1954 auch China. Von 1961 bis 1974 lebte und arbeitete Sérgio de Camargo in Paris. Er wurde dort Mitglied der Groupe de Recherche d’Art Visuel. In dieser Zeit begann de Camargo mit seinen Skulpturen und Zylinder-förmigen, monochrom-weißen Holzreliefs, die er stark strukturiert gestaltete.
Im Jahr 1974 kehrte er nach Brasilien zurück. Von 1965 bis 1967 gestaltete er in Brasília als Kunst am Bau eine lange Wand des von Oscar Niemeyer neu errichteten brasilianischen Außenministeriums.
Sérgio de Camargo nahm an zahlreichen internationalen Ausstellungen teil. Er war, unter anderem auf der Biennale von São Paulo im Jahr 1965 vertreten, wurde mit der Goldmedaille auf der Biennale von Venedig im Jahr 1966 ausgezeichnet und war im Jahr 1968 mit seinen Reliefs Teilnehmer der 4. documenta in Kassel.

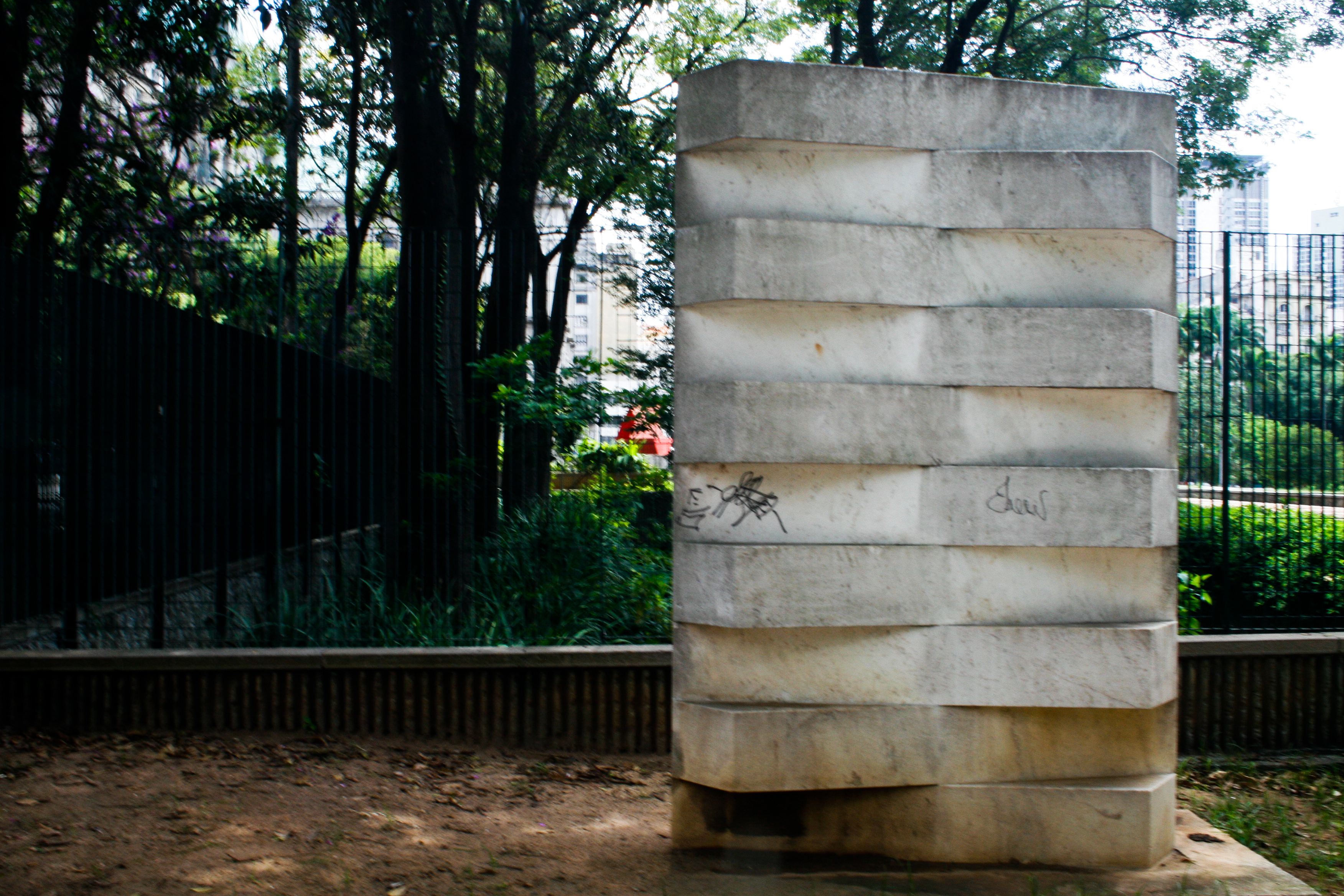
Vorderansicht, Skulptur ohne Titel, Praça da Sé, São Paulo, 1979
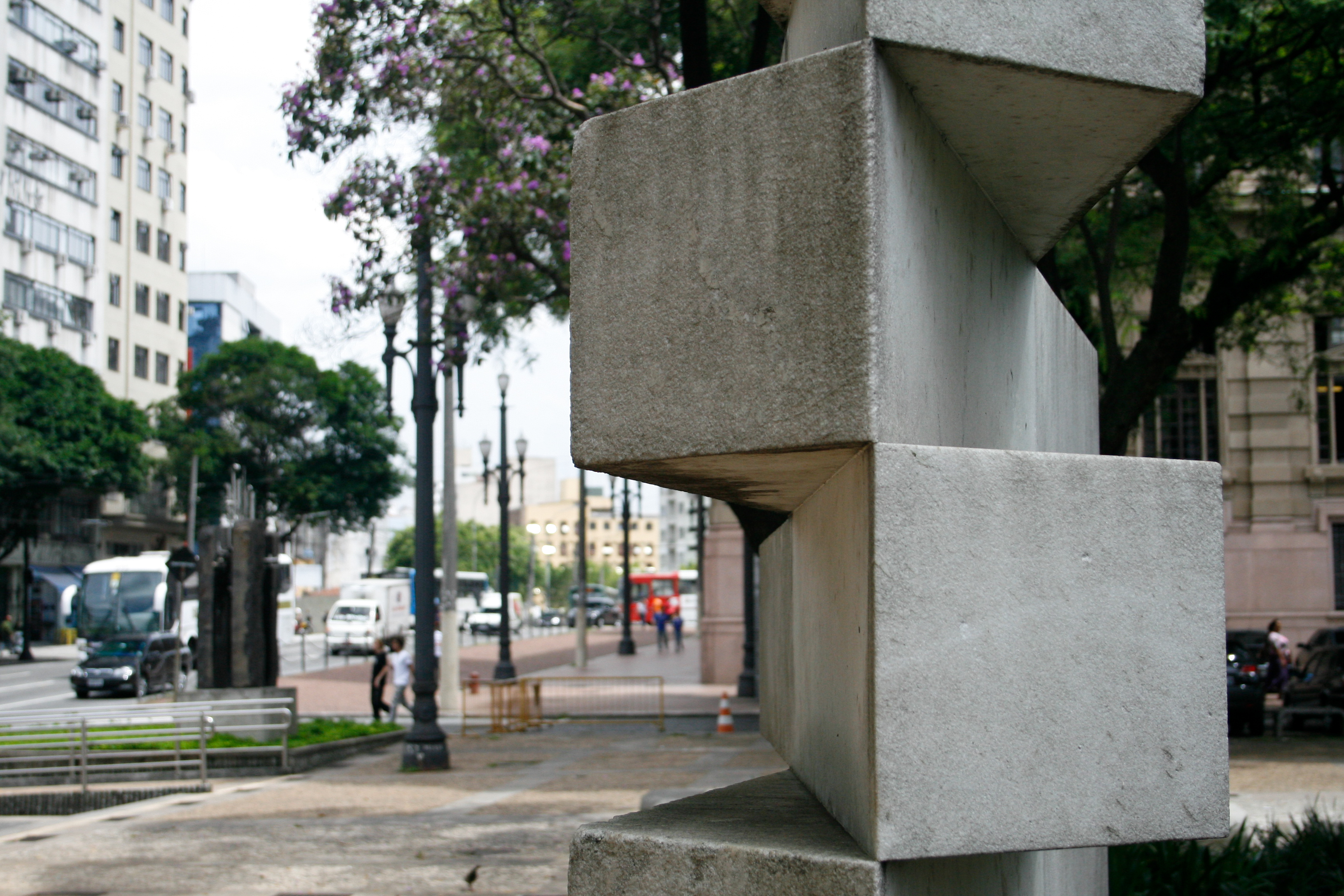
Seitenansicht, Skulptur ohne Titel, Praça da Sé, São Paulo, 1979